# 兰明豪
兰明豪（1996年8月28日—），中国男子击剑运动员，2018年亚洲运动会男子重剑团体银牌得主、2022年亚洲击剑锦标赛男子重剑个人和男子重剑团体铜牌得主、2021年世界大运会男子重剑团体银牌得主。